# Preconceito
Preconceito é uma opinião formada precipitadamente, sem maior ponderação, um conceito formado antes de se ter os conhecimentos necessários. É uma opinião favorável ou desfavorável que não é baseada em dados e experiência própria objetivos, que pode ser baseada ou não em sentimento precipitado, motivado por hábitos de julgamento ou generalizações apressadas. A palavra também pode significar uma ideia ou conceito formado antecipadamente e sem fundamento ou imparcial, um conjunto de atitudes que geram, favorecem ou justificam um comportamento de discriminação.
Crochík descreve o preconceito como algo individual, psicológico e que se desenvolve de sociabilização da cultura.
O preconceito pode ocorrer para com uma pessoa ou um grupo de pessoas de determinada raça, etnia, orientação sexual, gênero, sexo, crenças, religião, valores, afiliação política ou esportiva, linguagem ou dialeto, nacionalidade, ocupação, classe social, educação, idade, deficiência, aparência, criminalidade, ou outras características pessoais. Neste caso, refere-se a uma avaliação positiva ou negativa de outra pessoa baseada na percepção da associação de grupo dessa pessoa.
A palavra "preconceito" também pode se referir a crenças infundadas ou arranjadas, e pode se aplicar a "qualquer atitude irracional que seja extraordinariamente resistente à influência racional". Gordon Allport definiu preconceito como um "sentimento, favorável ou não, para com alguém ou algo anterior a, ou não baseada na verdadeira experiência". Auestad (2015) define preconceito como caracterizado pela transferência simbólica, transferência de um conteúdo de significado carregado de valor a uma categoria formada socialmente e então a indivíduos considerados pertencentes a tal categoria, resistência a mudança e generalização. Nas ciências sociais, destacam-se os estudos sobre o preconceito racial, e na linguística, o preconceito linguístico. Existem várias campanhas de conscientização para combater o preconceito.

## Etimologia
O termo preconceito vem do latim, sendo composto a partir do sufixo prae-, "antes de", e conceptus, "resumo" – inicialmente algo preparado ou concebido, de concipere, "conceber, gerar".

## Tipos de preconceito

### Racismo
Racismo é um sistema de crenças que sustenta a superioridade e discriminação sobre uma raça ou etnia em detrimento de outras. A discriminação racial pode ocorrer com características fenotípicas relacionadas aquela raça como o tom de pele, cor e textura do cabelo, formato dos olhos, estrutura facial, a discriminação étnica pode ocorrer pela origem étnica, nacionalidade, etnia em si. Essa discriminação pode ocorrer em local de trabalho, instituições, espaços públicos, etc., o racismo é um problema estrutural que marginaliza e estereotipa raças e etnias. Os grupos historicamente afetados pelo racismo incluem negros, asiáticos, indígenas e latinos.

### Sexismo
Sexismo é um sistema de crenças que ampara a superioridade e discriminação de um gênero ou sexo sobre outro. Esta discriminação cria estereótipos e marginaliza os gêneros ou sexos afetados, podendo ocorrer em locais de trabalho, instituições, espaços públicos e pode ocorrer em ambiente doméstico. Tal qual outras formas de preconceito, o sexismo é um problema estrutural e muito presente na sociedade, que marginaliza e cria estereótipos com aquele gênero ou sexo. Os grupos histórica e atualmente afetados pelo sexismo incluem mulheres e transgêneros.

### Capacitismo
Capacitismo é a crença infundada e prejudicial que promove e suporta a superioridade, marginalização e discriminação contra deficientes, comumente ocorrendo em locais de trabalho, instituições, e espaços públicos. Como outros preconceitos é considerado um problema estrutural na sociedade, isso cria estereótipos de que deficientes não são capazes por serem deficientes. Atualmente o que conseguiu prevenir a marginalização dos deficientes e dar mais oportunidades a esses grupos foi a acessibilidade.

### Xenofobia
Xenofobia é o conceito para descrever a discriminação, estigmatização, medo sobre símbolos ou grupos considerados estranhos, ou estrangeiros. Essa atitude pode levar a agendas anti-imigratórias e estereótipos.

### Homofobia e transfobia
Homofobia e transfobia se referem a discriminação e estigmatização contra pessoas de determinada orientação sexual ou identidade de gênero. Essa discriminação comumente ocorre em locais de trabalho, instituições, espaços públicos e ambiente doméstico com familiares. Acredita-se que a homofobia tem suas raízes em religiões abraâmicas, que historicamente condenavam a homossexualidade. Já a discriminação contra transgêneros pode ter surgido das crenças de sexo da época, pois histórica e biologicamente as relações sexuais foram definidas como predominantemente heterossexuais, e o gênero definido como sexo biológico. Isso acabou criando o conceito social do binarismo de gênero e a heteronormatividade, marginalizando e estereotipando indivíduos fora da heterossexualidade ou fora do padrão do sexo biológico.

### Intolerância religiosa
A intolerância religiosa se refere a discriminação, estigmatização e estereótipos contra religiões, cultos, rituais e símbolos específicos, comumente pode ocorrer em local de trabalho, instituições, espaços públicos e ambientes domésticos.

### Elitismo classicista
O elitismo classicista se refere a discriminação, estigmatização e estereótipos contra classes sociais, tratando as pessoas de forma diferente por sua situação econômica, nível de escolaridade, acesso à renda, bens e serviços. Esse preconceito é uma das formas mais comuns em nossa sociedade, apesar de ter diminuído com o surgimento de cotas e programas sociais para ajudar grupos afetados. Geralmente é contra pessoas da classe baixa.